# 2019 în științifico-fantastic
- 2018 în științifico-fantastic — 2019 în științifico-fantastic — 2020 în științifico-fantastic

2019 în științifico-fantastic implică o serie de evenimente:

## Nașteri și decese

### Decese
- Iuri Arțutanov, pionier al ideii liftului spațial
- Janet Asimov (n. 1926)
- Terrance Dicks (n. 1935)
- Carol Emshwiller, scriitor (n. 1921)
- Barry Hughart (n. 1934)
- Michail Krausnick (n. 1943)
- Vonda N. McIntyre (n. 1948)
- Katherine MacLean (n. 1925)
- Gene Wolfe (n. 1931)
- Erik Olin Wright, sociologist și futurolog
- Herman Wouk (n. 1915)

## Cărți
Sursa: 
- The City in the Middle of the Night de Charlie Jane Anders
- Ancestral Night de Elizabeth Bear
- The Light Brigade de Kameron Hurley
- Luna: Moon Rising de Ian McDonald
- Tiamat’s Wrath de James S. A. Corey
- Motherland de Lauren Beukes
- Agency de William Gibson
- Exhalation: Stories de Ted Chiang
- Children of Ruin de Adrian Tchaikovsky
- Wanderers de Chuck Wendig
- Dark Age de Pierce Brown
- Vigilance de Robert Jackson Bennett
- Hierophant by Robert Jackson Bennett
- The Testaments de Margaret Atwood
- The Future of Another Timeline de Annalee Newitz
- Famous Men Who Never Lived de K. Chess
- The Lesson de Cadwell Turnbull
- A Memory Called Empire de Arkady Martine
- This is How You Lose the Time War de Amal El-Mohtar și Max Gladstone
- Alliance Rising de Carolyn Janice Cherry și Jane Fancher
- Perihelion Summer de Greg Egan
- Permafrost de Alastair Reynolds
- Do You Dream of Terra-Two? de Temi Oh
- The Last Astronaut de David Wellington
- A Song for a New Day de Sarah Pinsker
- Here and Now and Then de Mike Chen

### Antologii
- American Science Fiction: Eight Classic Novels of the 1960s de Gary K. Wolfe (ed.)
- Broken Stars: Contemporary Chinese Science Fiction in Translation de Ken Liu (ed.)

## Filme
Sursa:

### Originale
- 9
- Ad Astra
- Alita: Battle Angel[4]
- Artemis Fowl
- Boss Level
- Brightburn[5]
- Captive State
- Chaos Walking
- Code 8
- Doraemon: Nobita's Chronicle of the Moon Exploration
- Escape Room[6]
- Farmageddon: A Shaun the Sheep Movie
- Fast & Furious Presents: Hobbs & Shaw
- Fast Color[7]
- Gemini Man
- Goalkeeper of the Galaxy
- Happy Death Day 2U
- I Am Mother
- Io
- Je Suis Auto
- Kabaneri of the Iron Fortress: The Battle of Unato
- Kizhakku Africavil Raju
- Princess Principal
- Project 'Gemini'
- Psycho-Pass: Sinners of the System
- Relive
- Serenity
- Short Circuit
- Spies in Disguise
- The Last Boy[8]
- Proxima
- Ultraman R/B the Movie
- The Wandering Earth
- Warriors of Future

### Continuări, refaceri
- Avengers: Endgame
- Captain Marvel
- Code Geass: Lelouch of the Re;surrection
- Glass[9]
- Godzilla: King of the Monsters
- Hellboy
- Iron Sky: The Coming Race[10]
- Joker
- The Lego Movie 2: The Second Part
- Men in Black: International
- Pokémon: Detective Pikachu
- Reign of the Supermen
- Sonic the Hedgehog
- Spider-Man: Far From Home
- Star Wars: Episode IX
- Terminator
- Shazam!
- X-Men: Dark Phoenix
- X-Men: The New Mutants

## Seriale TV[11][12]

### Seriale noi
- Absolute Boyfriend
- Another Life
- The Boys
- Doom Patrol
- Gen:Lock
- Good Omens
- His Dark Materials
- The I-Land
- Memories of the Alhambra
- October Faction
- The Passage
- Project Blue Book
- Roswell, New Mexico
- Snowpiercer
- Star Wars: The Mandalorian
- Swamp Thing
- The War of the Worlds
- Warrior Nun
- Watchmen
- Weird City

### Seriale periodice
- The 100, sezonul 6
- 3%, sezonul 3
- Black Mirror, sezonul 5
- Cloak & Dagger, sezonul 2
- Cosmos: Possible Worlds
- Dark, sezonul 2
- The Expanse, sezonul 4
- The Handmaid's Tale, season 3[13]
- Jessica Jones, season 3
- Kishiryu Sentai Ryusoulger
- Krypton, season 2
- Legion, season 3
- Nightflyers, season 2
- Power Rangers Beast Morphers
- The Punisher, season 2
- Runaways, season 2
- She-Ra and the Princesses of Power, season 2
- Star Trek: Discovery, season 2
- Star Trek: Picard
- Stranger Things, season 3
- Super Sentai Strongest Battle
- The Twilight Zone
- Transformers: Rescue Bots Academy
- Ultraman
- Ultraman New Generation Chronicle
- Van Helsing, season 4
- Young Justice, season 3

## Jocuri video[14]
- Anthem
- Biomutant
- Control
- Crackdown 3
- Cyberpunk 2077
- Gears 5
- Halo: Infinite
- Hellpoint
- Marvel's Spider-Man
- The Outer Worlds
- Rebel Galaxy Outlaw
- Star Wars Jedi: Fallen Order
- The Surge 2

## Premii
Premiul Saturn
- Cel mai bun film SF:

Premiul Nebula pentru cel mai bun roman
Premiul Hugo pentru cel mai bun roman
Premiul Locus pentru cel mai bun roman